# Мультимодальна логіка
Мультимодальна логіка — модальна логіка, яка має більш ніж один примітивний модальний оператор. Знаходить застосування в теоретичній інформатиці.

## Логіка з n операторів
Модальна логіка з n примітивні унарних модальних операторів Ai, i ∈ {1,…,n} називається n-модальна логіка. Враховуючи ці оператори і заперечення, завжди можна додати Bi, модальні оператори, визначені як Bi Р тоді і тільки тоді ˥Ai ˥Р.

## Перший приклад
Перший основний приклад 2-модальної логіки, є мабуть логіка Артур Пріор, з двома умовами, F і P, що відповідають «коли-небудь в майбутньому» і «колись у минулому». Логіка [1] з нескінченним числом форм є динамічна логіка (висловлювання), введена в 1976 році і має окремий модальний оператор для кожного регулярного виразу. Версія часової логіки введена в 1977 році і призначена для верифікації програм які мають дві умови, відповідно [A] і [A*] моделі динамічної логіки для однієї програми А, що розуміється як весь всесвіт робить один крок вперед в часі. Термін «мультимодальна логіка» не використовувався до 1980 року. Інший приклад мультимодальної логіки є логіка Хеннессі-Мілнера, сам фрагмент виразніша модаль μ-обчислення, яка додаткова також з фіксованої точки логіки.

## Використання логіки
Мультимодальна логіка може бути використана також для оформлення представлення знань: мотивація епістемічної логіки [Архівовано 14 грудня 2013 у Wayback Machine.], яка дозволяє кільком агентам (вони розглядаються як суб'єкти, здатні утворювати знання), і керуючись вірою або знаннями кожного агента, так щоб епістемічні твердження могли бути сформовані про них. Модальний оператор А повинен бути здатним до бухгалтерського пізнання кожного агента, таким чином, Ai має бути проіндексовано на безлічі агентів. Мотивація в тому що Aiα повинно затверджувати «предметом я є знання про α істинності». Але він може бути використаний також для оформлення «предметом я вірю α». Для формалізації сенсу, заснованого на семантиці можливого світового підходу, змішані узагальнення семантики Крипке можуть використовуватись: замість одного «загального» відношення досяжності та існує ряд з них, який індексується на безлічі агентів.